# Union rationaliste
L'Union rationaliste (UR) est une association française à but non lucratif fondée en 1930 sous l'impulsion, en particulier, du médecin Henri Roger et du physicien Paul Langevin. Elle promeut le rôle essentiel de la raison dans les capacités d'adaptation, d'organisation, d'expérimentation et de critique propres à l'espèce humaine. Elle vise à faire reconnaître que les avancées techniques, scientifiques, politiques et culturelles de l'homme sont principalement dues à la raison.
Elle lutte contre les différentes formes de dogmatisme ainsi que contre le recours au surnaturel. Elle promeut une éducation laïque et républicaine. Elle anime des colloques, des conférences, une émission radio sur France Culture (un dimanche matin par mois) et publie deux revues (une bimestrielle et une trimestrielle), et distribue un prix annuel récompensant une œuvre d'inspiration rationaliste.
L'Union rationaliste compte parmi ses membres des savants de renom, professeurs au Collège de France ou prix Nobel, des membres de l'Institut de France, ainsi que des écrivains célèbres.

## Constitution
Fondée le 10 mars 1930 de manière autonome par Henri Roger, doyen de la Faculté de médecine et le physicien Paul Langevin, l'Union rationaliste est à la fois l'héritière des courants libres-penseurs de la fin du XIXe siècle et le témoin de l'inquiétude soulevée par la crise mondiale de 1929 et ses conséquences politiques, la remise en cause de la détente internationale et la montée du fascisme en Europe.
Elle se dote d'une revue mensuelle, Les Cahiers rationalistes, en janvier 1931. L'objectif de l'Union est exposé dans le manifeste « Notre programme » publié dans le premier numéro des Cahiers : « Défendre et répandre dans le grand public l’esprit et les méthodes de la Science pour lutter contre l’irrationalisme, et plus encore, l’ignorance, en groupant un nombre de savants disposés à dérober quelques heures à leurs recherches personnelles pour se consacrer à cette œuvre d’éducation ». L'objectif est aussi de réagir à la « renaissance littéraire catholique » et au courant conservateur catholique politique. Les interventions de ce rationalisme laïc se font à travers cette revue, des conférences, et la publications de livres et brochures. Deux ans après sa fondation, l'Union compte 1 072 abonnés à ses Cahiers et 2 062 adhérents, son public restant assez élitiste malgré l'organisation de bals populaires et l'intégration de militants appartenant au Syndicat national des instituteurs.
Le conseil de direction est alors composé d'Henri Roger (président), de Paul Langevin (vice-président), d'Albert Bayet (secrétaire général et ce, jusqu'en 1945), de David Jahia (trésorier), de Louis Lapicque, de Jean Perrin et d'Henri Laugier, savants qui ont fait leurs classes politiques au moment de l'affaire Dreyfus.
Dans le comité d'honneur et le comité d'études, on compte notamment Albert Einstein, Paul Appell, Émile Borel, Jacques Hadamard, Jean-Maurice Lahy, Henri Piéron, Charles Richet, Paul Rivet, François Simiand et Georges Urbain.
Les Éditions rationalistes sont fondées en 1936.

## Évolution
L'Union rationaliste joue un rôle essentiel dans la genèse du CNRS en 1939, grâce notamment aux réseaux scientifiques et politiques d'Henri Laugier.
Après la Seconde Guerre mondiale, l'association passe sous l'influence diffuse du PCF. Dans un contexte d'isolement politique de celui-ci, le rationalisme est alors considéré stratégiquement comme un pont vers les "organisations bourgeoises". L'Union rationaliste constitue, pendant la guerre froide, un lieu-refuge pour les scientifiques communistes. D'après Natacha Dioujeva, aux yeux de certains de ces scientifiques, toute critique de la ligne politique de Staline parait alors obscurantiste, donc irrationnelle. En revanche, Sylvain Laurens estime que, notamment à la suite de l'Affaire Lyssenko à la fin des années 1940, l'Union rationaliste était un refuge pour des scientifiques marxistes en désaccord avec le stalinisme et son instrumentalisation de la science.
Dans la période de renouveau du marxisme qui accompagne la déstalinisation, l'association devient « un lieu d'échange sur les rapports entre marxisme, sciences sociales et histoire des sciences, comme en témoigne notamment la revue Raison présente, lancée en 1966 par des intellectuels communistes critiques vis-à-vis de la direction de leur parti (Émile Bottigelli, Maurice Caveing, Yves Galifret,, Maurice Godelier, Ernest Kahane, Victor Leduc, Jacqueline Marchand, Jean-Pierre Vernant) ».
L'UR prend acte des colloques de Royaumont dans les années 1960 pour refonder le rationalisme sans la béquille du socialisme scientifique. Un colloque de l'Union rationaliste a lieu une fois par an.
Selon Sylvain Laurens, face au déclin continu de l'association depuis plusieurs dizaines d'années, ses militants sont à la recherche d’un nouveau consensus rationaliste.

## Publications
L'Union rationaliste publie deux revues :
- Les Cahiers rationalistes[11]
- Raison présente[12] créée en 1966 par Victor Leduc, avec la collaboration de Michel Rouzé et plusieurs intellectuels communistes français.

## Présidents
Présidents de l’Union rationaliste :
- 1930-1938 : Henri Roger
- 1938-1946 : Paul Langevin
- 1946-1955 : Frédéric Joliot-Curie
- 1955 : Prosper Alfaric
- 1955-1960 : Albert Châtelet
- 1960-1968 : Charles Sadron
- 1968-1970 : Ernest Kahane
- 1970-2001 : Evry Schatzman
- 2001-2004 : Jean-Pierre Kahane
- 2004-2012 : Hélène Langevin-Joliot
- 2012-2017 : Édouard Brézin
- 2017-2019 : Yves Bréchet
- 2019-2023 : Antoine Triller
- Actuellement: François Héran

## Galerie

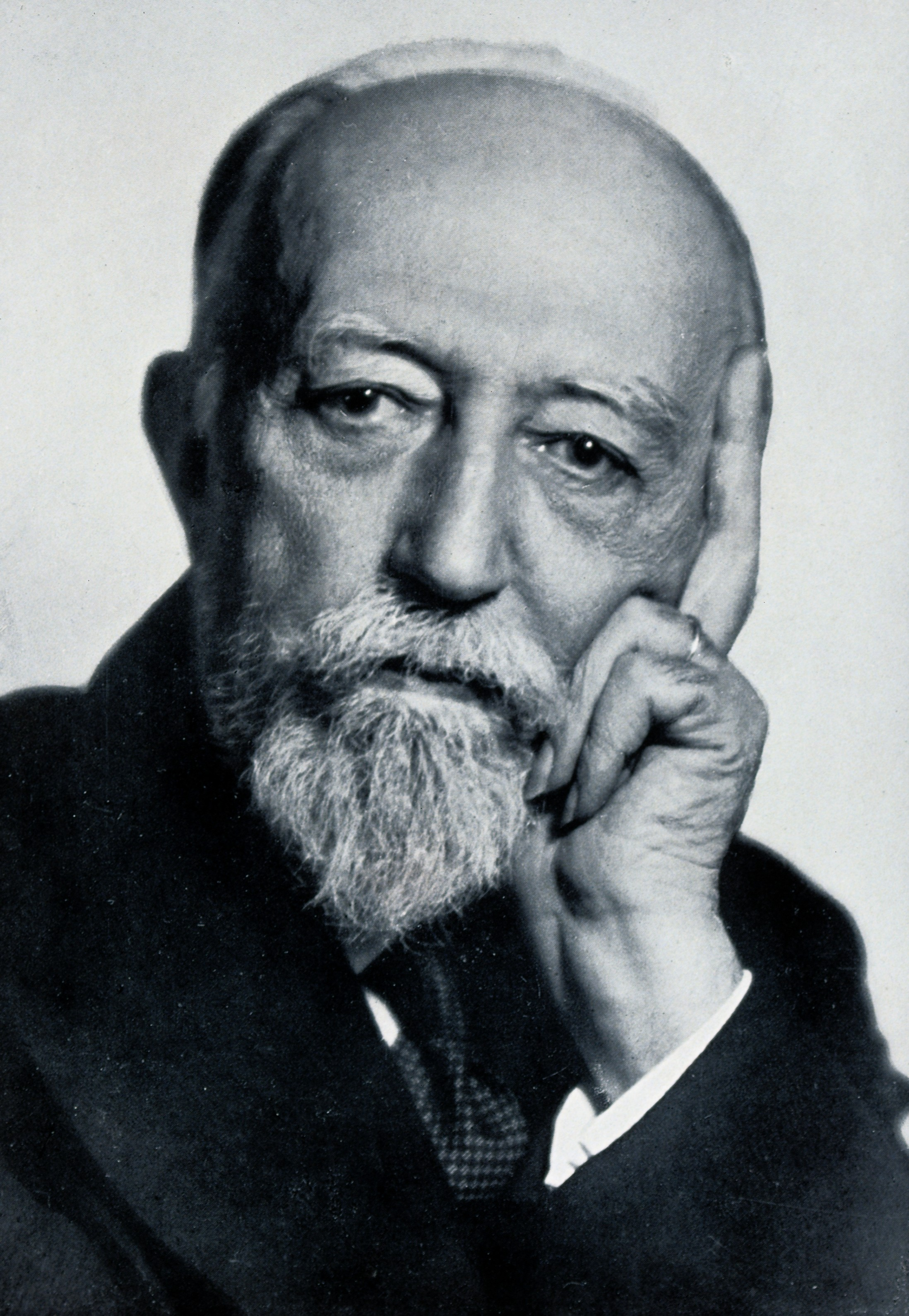
Henri Roger, président de l'UR de 1930 à 1938.
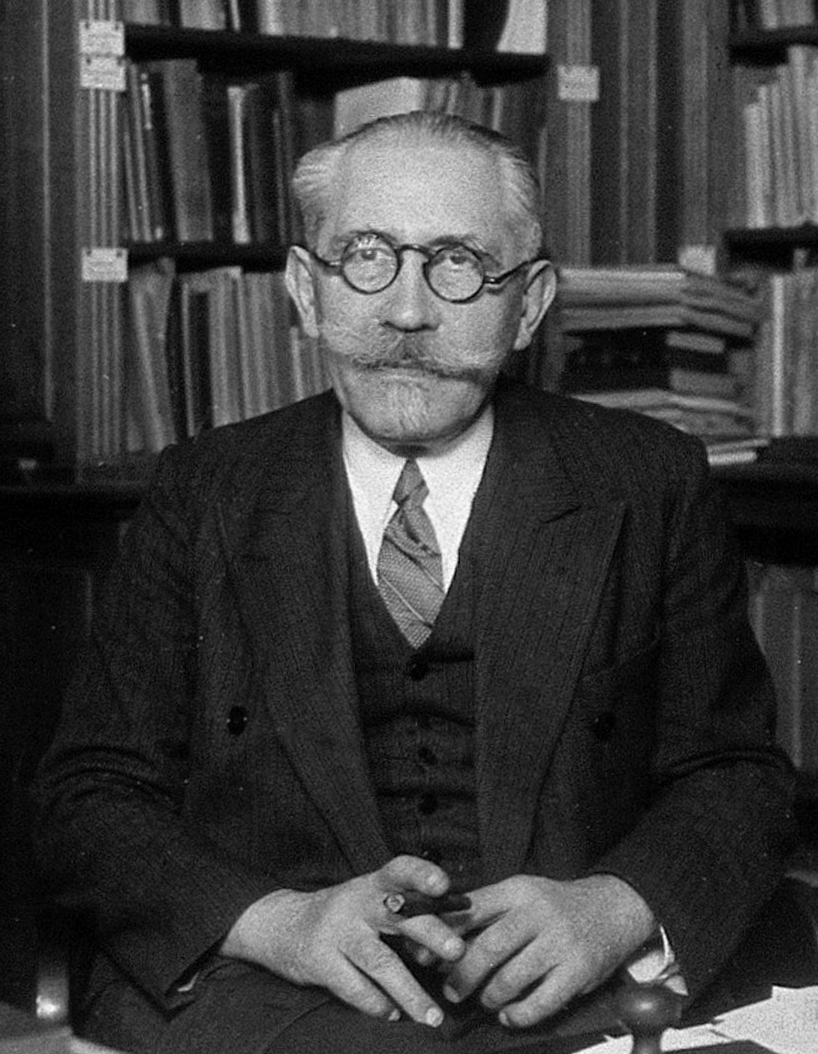
Paul Langevin, président de l'UR de 1938 à 1946.
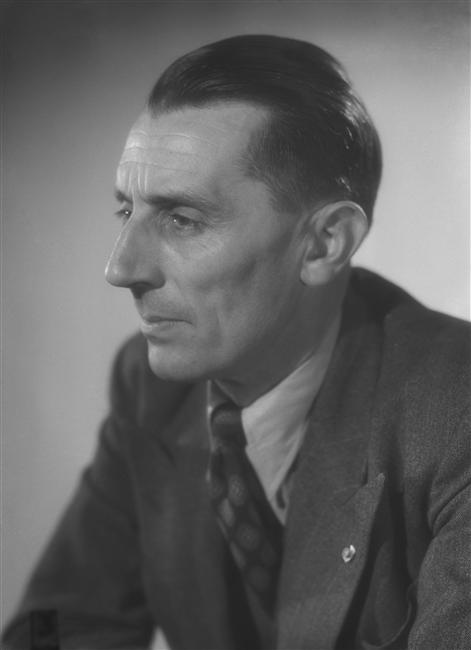
Frédéric Joliot-Curie, président de l'UR de 1946 à 1955.
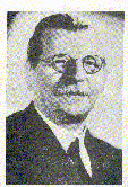
Albert Châtelet, président de l'UR de 1955 à 1960.
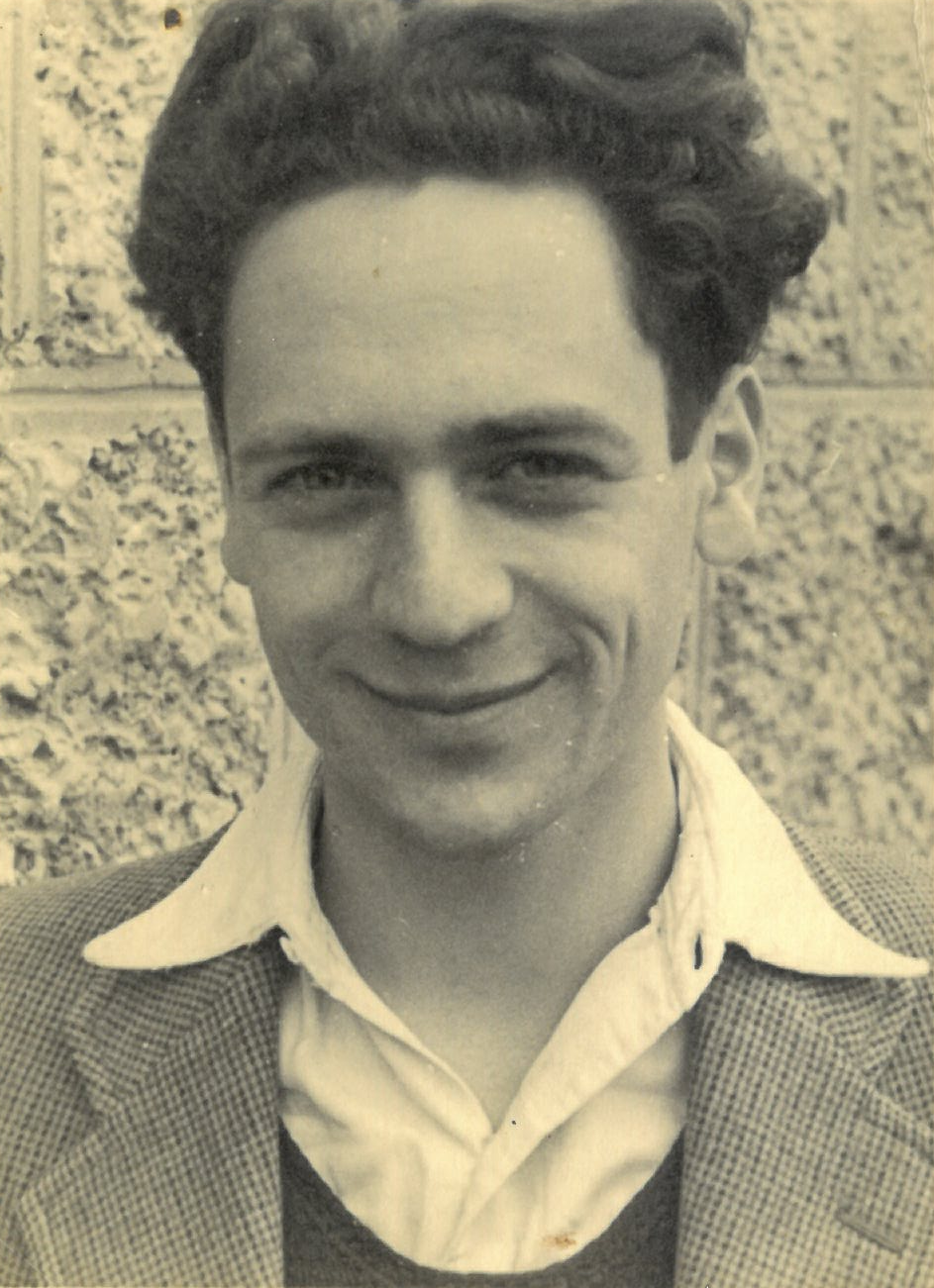
Evry Schatzman, président de l'UR de 1970 à 2001.
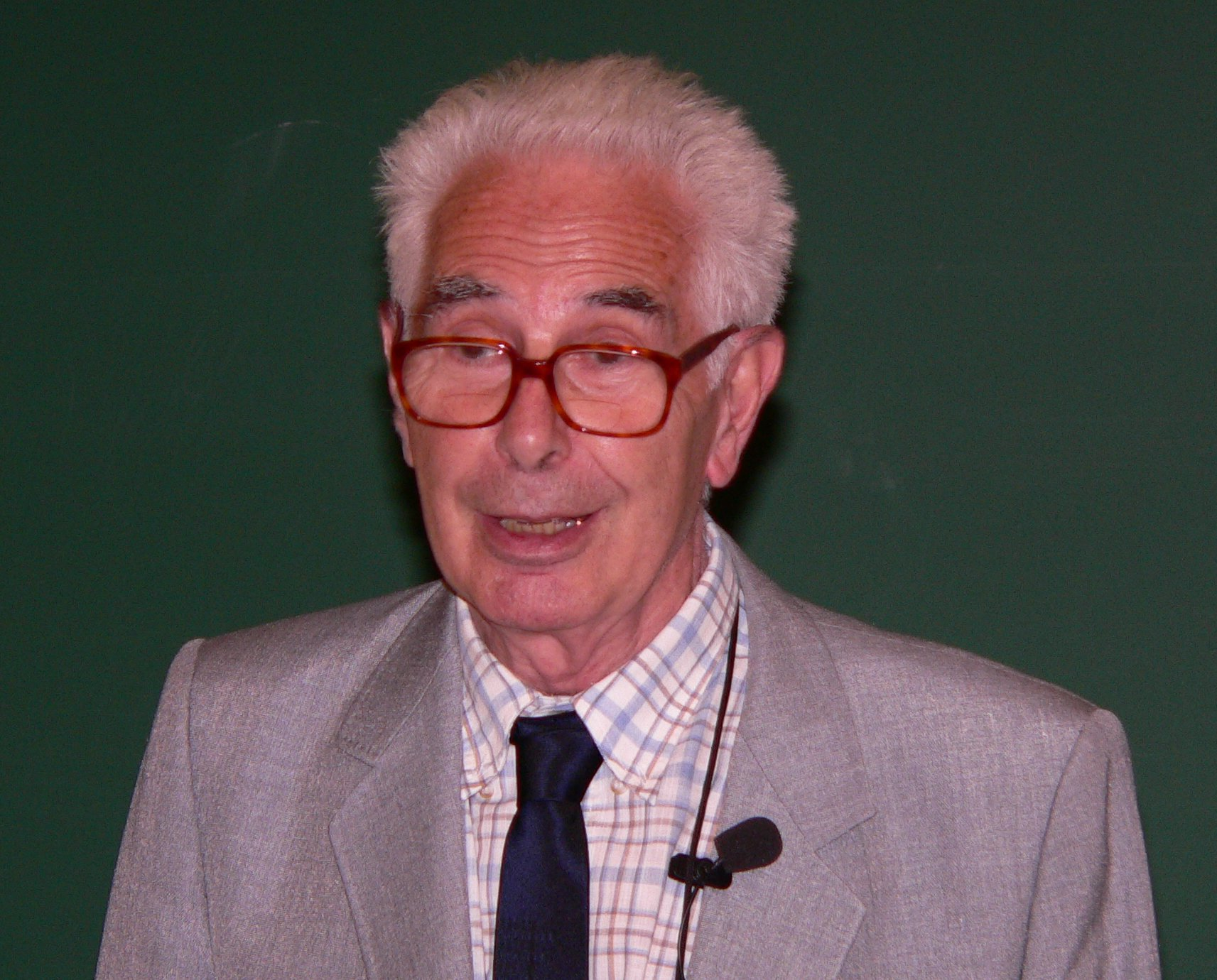
Jean-Pierre Kahane, président de l'UR de 2001 à 2004.
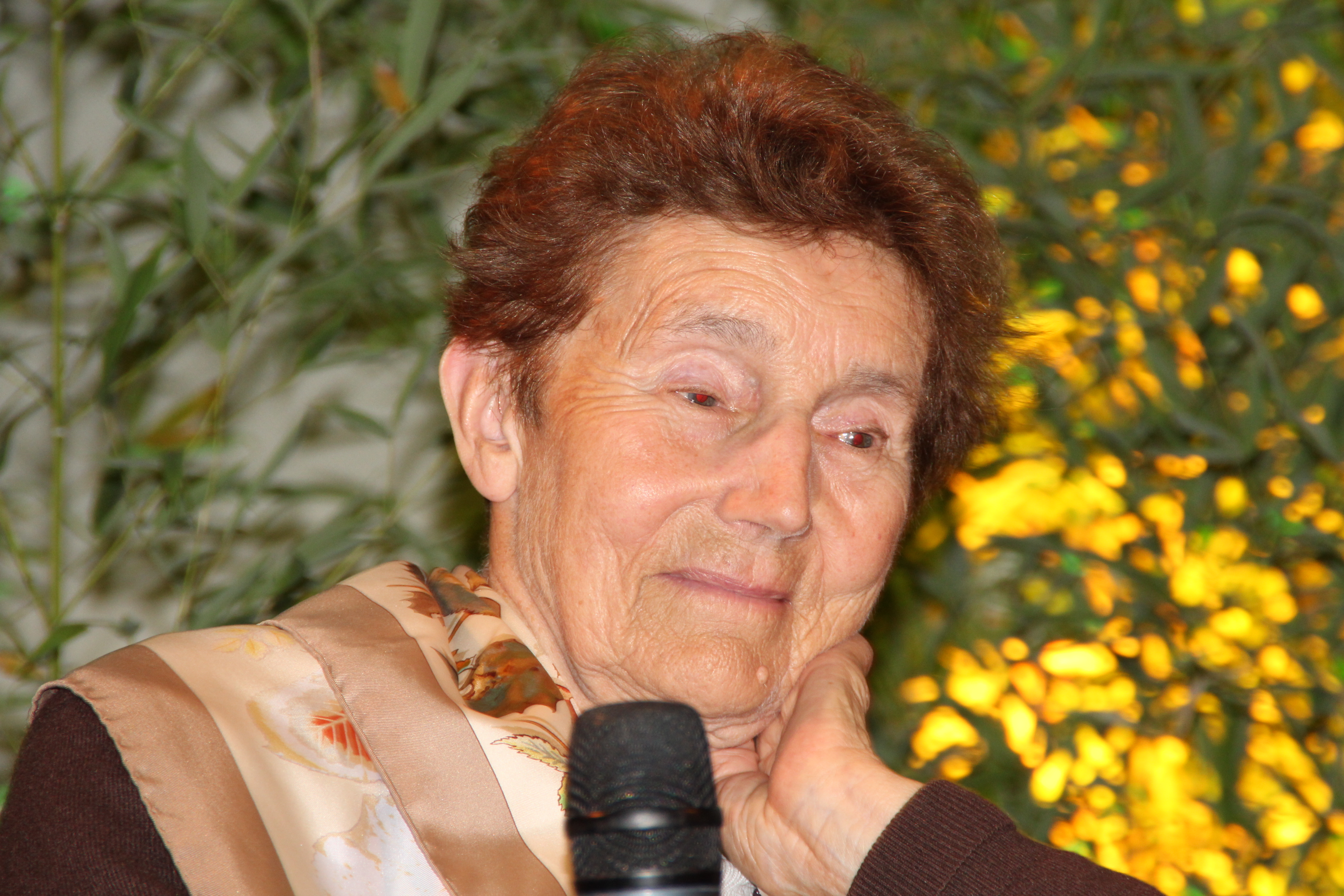
Hélène Langevin-Joliot, présidente de l'UR de 2004 à 2012.
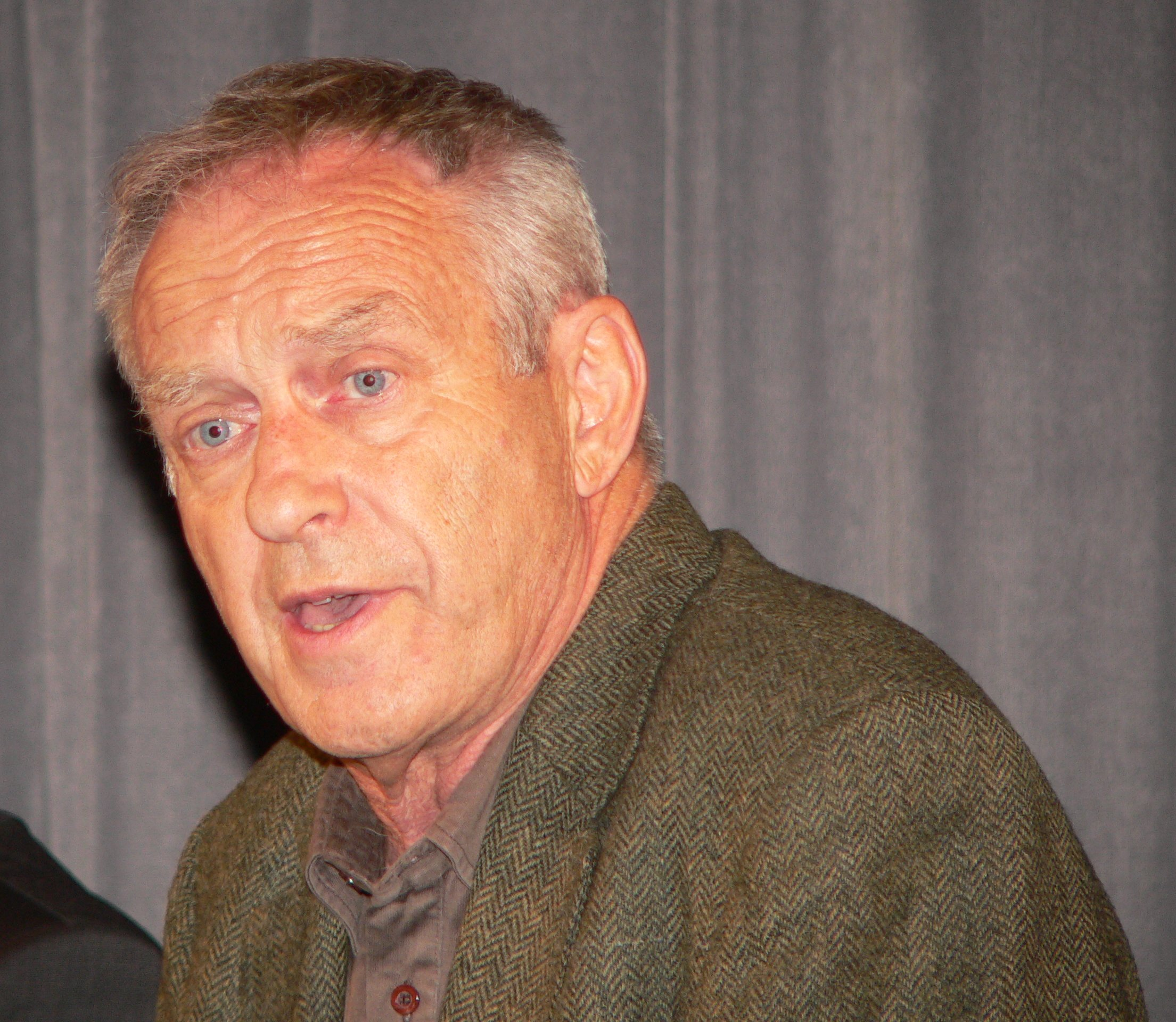
Édouard Brézin, président de l'UR de 2012 à 2017.
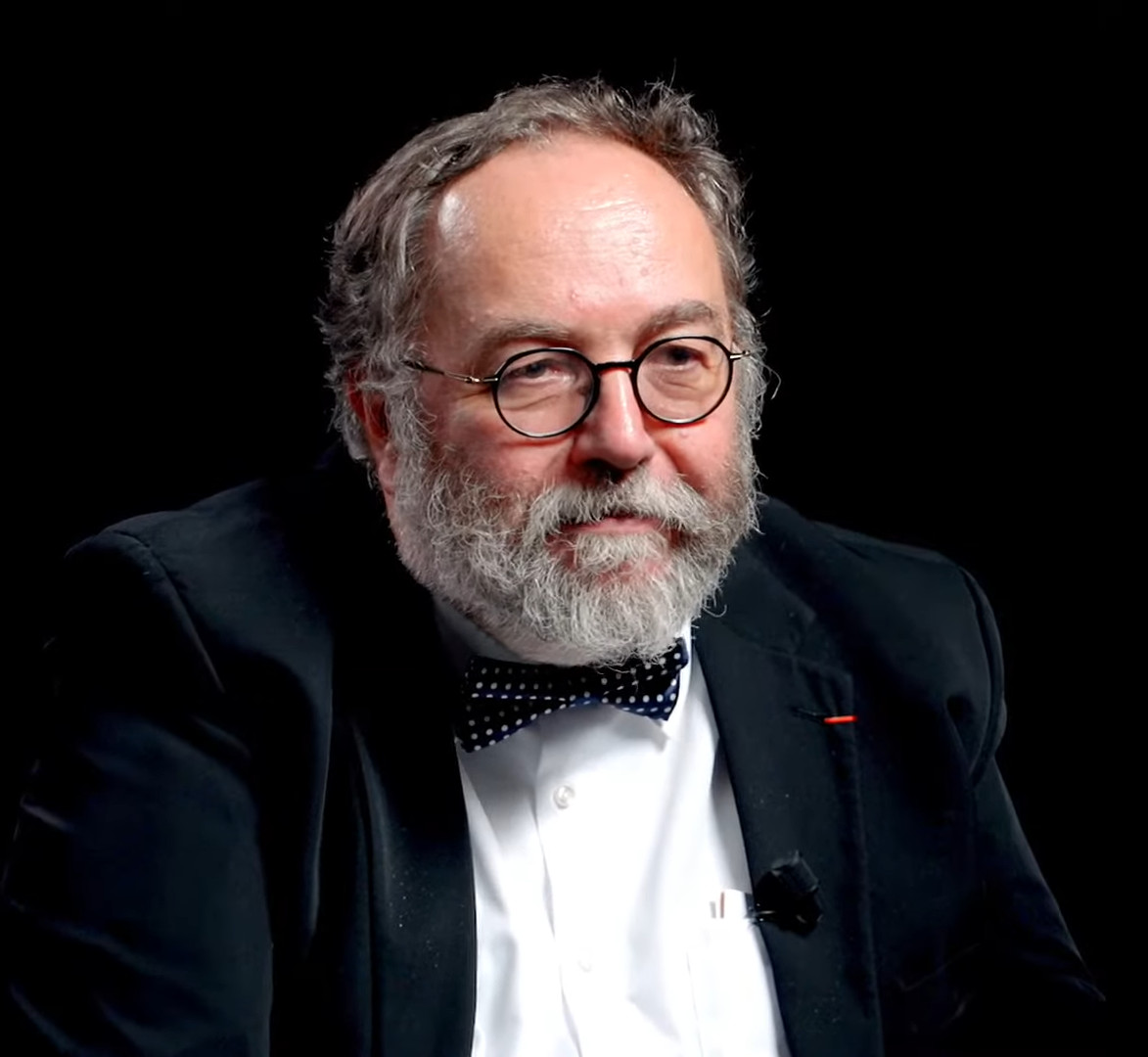
Yves Bréchet, président de l'UR de 2017 à 2019.

## Prix de l'Union rationaliste
Depuis 1967 se sont succédé des lauréats très divers : des scientifiques de spécialités allant des sciences exactes aux sciences humaines et sociales, des philosophes, des journalistes, des écrivains, des personnalités du monde associatif ou politique, etc.
- 2024 Michel Cabaret
- 2023 Irene Ansari - Chirinne Ardakani[14]
- 2022 François Héran - Cédric Herrou
- 2021 Irène Frachon
- 2020 Gérard Noiriel
- 2019 Hervé Chneiweiss[15]
- 2018 Stéphane Horel
- 2017 Chahla Chafiq
- 2016 Catherine Kintzler
- 2015 Sylvestre Huet
- 2014 Valérie Masson-Delmotte
- 2013 Gérald Bronner
- 2012 Guillaume Lecointre - Gabriel Gohau
- 2011 Hubert Krivine
- 2010 Michelle Perrot
- 2009 Maurice Godelier
- 2008 Lucien Sève
- 2007 (non attribué)
- 2006 (non attribué)
- 2005 Alain Teissonnière[16]
- 2004 Benoît Mély[17]
- 2003 François Gros
- 2002 Monique Chemillier-Gendreau
- 2001 Maxime Schwartz
- 2000 André Brahic
- 1999 Jacques Bouveresse
- 1998 Olivier Bloch
- 1997 Mohammed Harbi
- 1996 Hervé Le Bras
- 1995 Étienne Barilier
- 1994 Albert Memmi
- 1993 Pierre Vidal-Naquet
- 1992 Roland Mortier
- 1991 Maxime Rodinson
- 1990 Claude Julien
- 1989 Colette Audry
- 1988 Maurice Agulhon
- 1987 André-Georges Haudricourt
- 1986 Jean-Pierre Vernant
- 1985 Jean-Henri Baudet - François Cavanna
- 1984 Gilbert Brunet
- 1983 Jean-Claude Pecker
- 1982 Vercors
- 1981 René Étiemble
- 1980 Gérard Mandel
- 1979 Maurice Tubiana – Guy Bruit[18]
- 1978 Robert Escarpit
- 1977 René Zazzo
- 1976 Jean-Pierre Adam
- 1975 Michel Rouzé
- 1974 Robert Joly
- 1973 Jean Varloot
- 1972 Henriette Psichari[19]
- 1971 Jean Deprun – Roland Desné – Albert Soboul
- 1970 Raymond Zoukermann
- 1969 Victor Leduc
- 1968 Robert Imbert-Nergal[20]
- 1967 Guy Fau

## Radio
L'Union rationaliste diffuse un dimanche matin par mois une émission sur France Culture, intitulée Divers aspects de la pensée contemporaine, présentée par la philosophe Emmanuelle Huisman-Perrin.